# Dego
Dego is een gemeente in de Italiaanse provincie Savona (regio Ligurië) en telt 1969 inwoners (31-12-2004). De oppervlakte bedraagt 67,9 km², de bevolkingsdichtheid is 29 inwoners per km².

## Demografie
Dego telt ongeveer 947 huishoudens. Het aantal inwoners steeg in de periode 1991-2001 met 0,5% volgens cijfers uit de tienjaarlijkse volkstellingen van ISTAT.
| Jaar | Inwoneraantal |
| ---- | ------------- |
| 1991 | 1938          |
| 2001 | 1948          |

## Geografie
De gemeente ligt op ongeveer 317 m boven zeeniveau.
Dego grenst aan de volgende gemeenten: Cairo Montenotte, Castelletto Uzzone (CN), Giusvalla, Gottasecca (CN), Piana Crixia, Spigno Monferrato (AL).